# Francisco José Tenreiro
Francisco José Tenreiro de Vasques (* 20. Januar 1921 auf der Insel São Tomé, São Tomé und Príncipe; † 31. Dezember 1963 in Lissabon, Portugal) war ein são-toméischer Geograph, Lyriker, Essayist und Politiker. Er war einer der bedeutendsten Dichter São Tomé und Príncipes überhaupt.

## Leben
Tenreiro wurde als Sohn eines Portugiesen und einer Afrikanerin auf der Insel São Tomé, die zu dieser Zeit noch portugiesische Kolonie war, geboren. Zeitlebens sah er sich allerdings als São-Toméer, obwohl er die meiste Zeit seines Lebens in Portugal verbrachte.
Tenreiro studierte Geographie, zunächst an der Escola Superior de Administração Colonial in Lissabon, später setzte er sein Studium in London fort. Nach Abschluss seines Studiums arbeitete er zunächst als Geograph am Instituto Superior de Ciências Sociais e Política Ultramarina in Lissabon und promovierte 1961 an der philosophischen Fakultät der Universität Lissabon. Bis zu seinem Tod arbeitete er als Dozent für Literatur an gleichnamiger Universität.
Als Abgeordneter war Tenreiro im portugiesischen Parlament der Vertreter und Beauftragte für São Tomé und Príncipe.
Der Dichter starb im Alter von 42 Jahren am 31. Dezember 1963 in Lissabon.

## Das Werk von Tenreiro
Tenreiro stand der Bewegung des Neorealismus nahe; er schrieb ausschließlich in Portugiesisch. Er veröffentlichte Essays zu politischen und sozialen Fragen in diversen Zeitschriften und Magazinen. Zu den Hauptthemen gehörten die Leiden der Schwarzen während des Kolonialismus und die Probleme der Schwarzen Diaspora in Portugal sowie der Schwarzen Bevölkerung weltweit. Mit seiner Lyrik wollte er eine Art „Novo Africa“, ein neues Afrika der Kultur und Literatur begründen. Auch mit der Problematik der Schwarzen in den USA seiner Zeit beschäftigte er sich, was das Gedicht Fragmento de Blues, gewidmet Langston Hughes, zeigt sowie ein Band mit Lyrik afroamerikanischer Dichter, den er zusammenstellte. Sein bekanntestes Gedicht ist Negro de todo o mundo.
Tenreiro zu Ehren und zur Förderung der Literatur in São Tomé und Príncipe wurde 1993 der Prémio Literário Francisco José Tenreiro ins Leben gerufen.
Die Nationalbibliothek von São Tomé und Príncipe trägt ebenfalls seinen Namen.

## Werk
- Panorâmica da Literatura Norte-Americana, (Panorama der nordamerikanischen Literatur), Buch über die afroamerikanische Lyrik in den USA, 1945.
- Poesia negra de expressão portuguesa, (Anthologie schwarzer Dichter portugiesischer Sprache), 1958, zusammen mit Mário de Andrade.
- A Ilha de São Tomé – Estudo Geographica, (Geographische Studien über São Tomé), Wissenschaftliches Buch, 1961.
- Espelho do Invisível, 1959, Essayband.
- Obra poesia completa, posthum 1967, wurde 1982 neu ediert unter dem Namen Coração em Africa und enthält sämtliche Gedichte des Autors.